# Wanjia (sockenhuvudort i Kina, Hubei Sheng, lat 29,97, long 111,70)
Wanjia (kinesiska: Wanjia Xiang, 万家乡) är en sockenhuvudort i Kina. Den ligger i provinsen Hubei, i den centrala delen av landet, omkring 260 kilometer väster om provinshuvudstaden Wuhan. Antalet invånare är 23 522. Befolkningen består av 11 635 kvinnor och 11 887 män. Barn under 15 år utgör 12,0 %, vuxna 15-64 år 76 %, och äldre över 65 år 10,0 %.
Runt Wanjia är det tätbefolkat, med 356 invånare per kvadratkilometer. Närmaste större samhälle är Nanhai, 19,5 km norr om Wanjia. Trakten runt Wanjia består till största delen av jordbruksmark.
Genomsnittlig årsnederbörd är 1 565 millimeter. Den regnigaste månaden är maj, med i genomsnitt 222 mm nederbörd, och den torraste är december, med 22 mm nederbörd.